# The Better Half (film)
The Better Half er en amerikansk stumfilm fra 1918 af John S. Robertson.

## Medvirkende
- Alice Brady som Louise / Beatrix Thorley
- David Powell som Michael Thwaite
- Crauford Kent som Hendrick Thurston
- William T. Carleton som Thorley
- Isabel O'Madigan som Mrs. Corlandt